# Topònim de Palos de la Frontera
El topònim de Palos de la Frontera és la denominació oficial actual d'aquesta ciutat de la província de Huelva, des que el consell municipal de la localitat el va adoptar al maig de 1642. Anteriorment va ser sempre «Palos» o «Villa de Palos», però es va ampliar per intentar pal·liar el problema causat a mitjans del segle xvi pels primers cronistes d'Índies, Gonzalo Fernández de Oviedo i Francisco López de Gómara, que van crear l'incorrecte Palos de Moguer, fruit del desconeixement de la realitat de les localitats de Palos i Moguer, creient que ambdues eren una. Aquest terme es va estendre a tota mena de documents, llibres i manuals d'estudi, i causà nombrosos errors i malestar en les dues localitats afectades. La confusió s'ha anat solucionant sobretot al llarg del segle xx, però encara no s'ha corregit del tot.
Etimològicament, el topònim Palos pot procedir del llatí palus - paludis, que significa "llacuna" o "pantà", que és la hipòtesi més comuna, o potser de l'arrel preromana pal-, pala- que es traduiria com "pendent d'inclinació molt accentuat". Ambdós accidents geogràfics són presents en la localitat.

## Història
El topònim Palos es recull documentalment per primera vegada el 1322, quan Alfons XI, després de la conquesta de Niebla, el dona a Alonso Carro i Berenguela Gómez. El 1379, Joan I va tornar a lliurar-lo a Álvar Pérez de Guzmán, veritable pare i fundador de la vila de Palos, que es va ocupar de repoblar amb 50 famílies. En aquesta documentació antiga, és comprovable que normalment es refereixen a Palos com el "lugar de Palos" la "casa de Palos" o la "heredad de Palos".
En els diferents arxius històrics d'Espanya, es troben abundants documents que fan esment a la localitat, sempre sota les denominacions de Palos, lugar de Palos o Villa de Palos. Un dels més importants, per la seva transcendència, és la Reial Provisió que els Reis Catòlics van remetre el 30 d'abril de 1492 a Diego Rodríguez Prieto i altres veïns de Palos en la qual se'ls demanava que tinguessin preparades dues carabelas aprovisionats per al qual seria el primer viatge de Cristòfor Colom:
| «                                                         | Real Provisión de los Reyes Católicos DIRIGIDA A CIERTOS VECINOS DE PALOS PARA QUE ENTREGUEN A CRISTOBAL COLON DOS CARABELAS Granada, 30 de Abril de 1492. Don Fernando e Doña Ysabel por la gracia de dios Rey e Reyna de Castilla, de León, de Aragón, de Secilia, de Granada […] A vos, Diego Rodríguez Prieto, e a todas las otras personas vuestros compañeros e otros vezinos de la villa de Palos e a cada uno de vos, salud e gracia. Vien sabedes como por algunas cosas fechas e cometidas por vosotros en desserbicio nuestro, por los del nuestro Consejo fuistes condenados a que fuésedes obligados a nos serbir dos meses con dos carabelas armadas a vuestras propias costas […] E agora, por quanto nos avemos mandado a Christoval Colón que vaya con tres carabelas de armada, como nuestro capitán de las dichas tres carabelas, para ciertas partes de la mar océana sobre algunas cosas que cunplen a nuestro servicio e nos queremos que llebe consigo las dichas dos carabelas con que asy nos aveis de servir [...] | » |
| — Arxiu General d'Índies. Signatura: PATRONATO, 295, N.3. | |   |

L'actual denominació, Palos de la Frontera, és de maig de 1642, data en la qual el consell municipal de Palos va adoptar aquesta denominació i, a partir de la qual, apareix en els diferents arxius amb el nom nou. Encara que en els diferents arxius nacionals es continua denominant habitualment com a "Villa de Palos", és sobretot a l'Arxiu de Protocols de Moguer, on estan conservats els documents públics de tots els pobles pertanyents al partit judicial de Moguer fins al segle xix. Entre aquests documents es troba una comanda (encomienda) que sol·licita Diego Martín Pinzón per ser descendent directe del descobridor de Palos', Martín Alonso Pinzón:

## Errors històrics
Encara que està documentat en els diferents arxius, tant històrics com administratius, que aquesta localitat s'ha anomenat només Palos o Palos de la Frontera, en el transcurs de la història s'han estès, almenys, dos topònims erronis. El primer i més conegut és Palos de Moguer, i el segon, molt menys freqüent, és Palos de Noguer, sent una deformació del primer.
A mitjans del segle xvi els primers cronistes d'Índies, Gonzalo Fernández de Oviedo i Francisco López de Gómara, creient que Palos i Moguer eren un únic poble, van crear l'incorrecte "Palos de Moguer", que es va estendre amb gran velocitat, passant a enciclopèdies i manuals d'estudi. Una cosa semblant va succeir amb els frares franciscans de La Rábida que tant van ajudar a Colom, fra Juan Pérez i fra Antonio de Marchena, amb els quals van crear un únic i inexistent personatge: fra Juan Antonio Pérez de Marchena o fra Juan Pérez de Marchena.
El 25 de maig de 1642, el consell municipal de Palos va adoptar el nom de Palos de la Frontera, aprofitant que el rebel marquès d'Ayamonte va fer passar les tropes portugueses del Guadiana al Tinto, i per així posar un "cognom" a Palos, que tapés la denominació incorrecta que el feia desaparèixer com a poble, i que l'unia erròniament a la ciutat veïna.
Aquesta denominació errònia, llegida literalment, suggereix que Palos de la Frontera en algun moment hagués pertangut al municipi de Moguer, cosa que no ha passat mai i de la qual no hi ha constància en cap document públic ni administratiu. La vinculació de Palos de la Frontera amb Moguer és la mateixa que tenen els municipis veïns, Bonares, Lucena del Puerto i Niebla; el fet de pertànyer al seu partit judicial -des de la creació dels mateixos a Espanya en 1834- que és un dels sis que hi ha a la província de Huelva, a més de la seu de l'Arxiu de Protocols, on es conserven els llibres d'escriptures públiques de les localitats pertanyents a aquest partit judicial.
Aquesta denominació incorrecta no només ha fet desaparèixer, erròniament, a Palos de la Frontera en determinats moments, sinó que també ha afectat Moguer, ja que en alguns llocs d'Internet o en alguns manuals d'estudi, Juan Ramón Jiménez, premi Nobel de Literatura el 1956, i natural de Moguer, apareix com nascut a Palos de Moguer, produint-se en aquest cas l'efecte de fer desaparèixer també a Moguer.
En les últimes dècades del segle XX i començaments del XXI l'ajuntament de Palos de la Frontera ha tractat d'anar corregint aquest error allà on l'ha detectat com va fer a la propera ciutat de Sevilla, a Salamanca, o a Madrid on existien carrers dedicats al poble descobridor, però denominats erròniament. Fet aquest que en l'actualitat està corregit, però encara queda a Madrid per corregir el nom del barri on està situat el carrer Palos de la Frontera, que administrativament conserva la forma errònia. L'ajuntament de Palos de la Frontera va aprovar el 2004 i 2007 dirigir-se al de Madrid per sol·licitar-li que rectifiqui la denominació del barri. En tota la geografia espanyola i internacional aquest error està pràcticament esmenat en gairebé tots els casos.